# Cubaris granaria
Cubaris granaria är en kräftdjursart som först beskrevs av Hercule Nicolet 1849.  Cubaris granaria ingår i släktet Cubaris och familjen Armadillidae. Inga underarter finns listade i Catalogue of Life.